# Sông Đồng Mai
Sông Đồng Mai, còn viết là Sông Đông Mai, là phụ lưu của Sông Kinh Thầy. Sông có chiều dài 28 km và diện tích lưu vực là 195 km². Sông Đồng Mai chảy qua các tỉnh Hải Dương và Quảng Ninh, Việt Nam 
Sông Đồng Mai được coi là bắt nguồn từ Hồ Bến Tắm 21°10′16″B 106°26′45″Đ / 21,170982°B 106,445824°Đ ở phường Bến Tắm thành phố Chí Linh.

## Tên gọi
Tên gọi Sông Đông Mai được nêu trong "Danh mục lưu vực sông liên tỉnh" theo Quyết định số 1989/QĐ-TTg ngày 01/11/2010.
Tuy nhiên tên Sông Đồng Mai là tên đúng, theo các bản đồ  và văn liệu địa phương như "Giới thiệu về thị xã Chí Linh, tỉnh Hải Dương" .